# Ступай, правительство присмотрит за тобой
«Ступай, правительство присмотрит за тобой» (англ. Let Go, Let Gov) — первая серия семнадцатого сезона «Южного парка». Эпизод вышел 25 сентября 2013 года в Америке, в России 27 сентября.

## Сюжет
Эрик думает, что за ним следит правительство, и для этого он приобретает «говниттер», который есть только у него и Алека Болдуина. Баттерс под влиянием конспирологии Картмана начинает поклоняться правительству и, обратив в свою веру иеговистов, создаёт в городе собственную секту. Чтобы очистить свою душу от многочисленных "грехов", он ходит каяться в ближайший доступный ему орган федеральных властей - местную Транспортную инспекцию, отвлекая и изумляя работников.
Для того чтобы набрать много подписчиков в твиттере, Картман решает проникнуть в АНБ, и ему это удаётся. Очень скоро он находит свой файл, в котором охарактеризован как «жирный и неинтересный», и решает наконец-то открыть правду своим подписчикам в твиттере, но перед этим Эрик узнает ещё один секрет АНБ: чтобы следить за всеми жителями Америки, правительство использует Санта-Клауса.
Эрик раскрывает всем правду, но никому это не интересно. Расстроенный Картман возвращается домой. К нему в дом приходит Баттерс и желает, чтобы Эрик выслушал его и «открыл для себя истину». Эрик соглашается. Баттерс и те, кому он помог, посвящают Картмана в своё сообщество и поют религиозные гимны в автотранспортной инспекции Колорадо. Работники инспекции проникаются своей новой ролью, однако скоро они повторяют путь католической церкви и начинают насиловать маленьких мальчиков, после чего центром культа поклонения правительству становится почта, а в конце им предлагают исповедоваться в своих грехах в службах новостей.